# Jacket Full of Danger
Jacket Full Of Danger är Adam Greens fjärde soloalbum, utgivet 24 april 2006.

## Låtlista
1. "Pay the Toll" - 2:16
2. "Hollywood Bowl" - 1:33
3. "Vultures" - 2:01
4. "Novotel" - 1:39
5. "Party Line" - 2:18
6. "Hey Dude" - 1:39
7. "Nat King Cole" - 2:33
8. "C-Birds" - 2:05
9. "Animal Dreams" - 1:49
10. "Cast a Shadow" - 1:57
11. "Drugs" - 2:04
12. "Jolly Good" - 2:02
13. "Watching Old Movies" - 2:01
14. "White Women" - 3:01
15. "Hairy Women" - 4:05